# Elektrisk rokke
En elektrisk rokke (latin: Torpediniformes) har elektriske organer omkring hovedet. De udgør ca. en sjettedel af kropsvægten. De elektriske stød bruges til at lamme fisk og skaldyr.
En elektrisk rokke kan give nok stød til at dræbe en fisk, men ikke et menneske.